# Phoradendron platycaulon
Phoradendron platycaulon är en sandelträdsväxtart som beskrevs av August Wilhelm Eichler. Phoradendron platycaulon ingår i släktet Phoradendron och familjen sandelträdsväxter. Inga underarter finns listade i Catalogue of Life.